# Grafton County
Grafton County är ett administrativt område i delstaten New Hampshire, USA. Grafton är ett av tio countyn i staten och ligger i den västra delen av New Hampshire. År 2010 hade Grafton County 89 118 invånare. Den administrativa huvudorten (county seat) är Haverhill.  

## Geografi
Enligt United States Census Bureau har Grafton County en total area på 4533 km². 4438 km² av den arean är land och 95 km² är vatten.

### Angränsande countyn
- Essex County, Vermont norr
- Coos County nordöst
- Carroll County öst
- Belknap County sydöst
- Merrimack County syd
- Sullivan County syd
- Windsor County, Vermont sydväst
- Orange County, Vermont väst
- Caledonia County, Vermont nordväst

### Städer
Det finns 38 kommuner av typen town och en stad (city) i Grafton County.
| - Alexandria - Ashland - Bath - Benton - Bethlehem - Bridgewater - Bristol - Campton - Canaan | - Dorchester - Easton - Ellsworth - Enfield - Franconia - Grafton - Groton - Hanover - Haverhill | - Hebron - Holderness - Landaff - Lebanon - Lincoln - Lisbon - Littleton - Lyman - Lyme | - Monroe - Orange - Orford - Piermont - Plymouth - Rumney - Sugar Hill - Thornton - Warren | - Waterville Valley - Wentworth - Woodstock |

Lebanon är den enda kommunen av typen city i Grafton County. I området ligger dessutom Woodsville som är en så kallad census designated place i Haverhill. Den administrativa huvudorten North Haverhill är en by i Haverhill.